# Иравади
Иравади (на бирмански: ဧရာဝတီမြစ်) е най-голямата река в Мианмар, течаща от север на юг и вливаща се в Андаманско море. Дължина 2170 km, водосборният ѝ басейн е 415 000 km². В долното течение на Иравади има високи морски приливи, достигащи до 4 – 4,5 m в град Янгон, които обхващат цялата делта и се усещат на 120 km нагоре от устието ѝ. Средният разход в долното течение е 13 – 14 хил. m³/s; при особено силни дъждове може да достигне 40 000 m³/s, а понякога и повече. Често се случват наводнения.

## Извор, течение, устие

### Извори
Реката се образувана около 50 km северно от град Мийчина (административен център на щата Качин), на 145 m н.в от сливането на реките Нмаи (Нмайкха, 230 km, лява съставяща) и Мали (320 km, дясна съставяща) в щата Качин, като двете реки водят началото си от ледниците в източните разклонения на Хималаите. Лявата (източна) съставяща река, Нмаи, е по-къса и води началото си от най-северните части на страната. Тя е неплавателна, заради силното си течение, но по-голямата дясна (западна) съставяща река Мали е плавателна, въпреки наличието на бързеи по нея. Поради това река Мали често се нарича по името на основната река от местните жители.

### Течение
След град Майчина долината на Иравади се разширява и коритото ѝ достига ширина до 800 m. Град Банмо на около 240 km южно сливането на реките е най-северният град, достижим с лодка целогодишно, въпреки че извън мусонния сезон по-голямата част от реката не може да бъде използвана от лодки. Град Мийчина може да бъде достигат с лодка само през мусонния сезон. След това реката пресича западните разклонения на Шанската планинска земя, където между Мийчина и Мандалей тече през три дефилета:
- На около 65 km надолу по течението от Мийчина се намира първото дефиле.
- След Банмо реката прави рязък завой на запад и пресича варовиковите скали на второто дефиле. Това дефиле е около 90 m широко в най-тесните си части и от двете страни има вертикални скали с височина от 60 до 90 метра.
- Около 100 km северно от Мандалей, при Могок], реката навлиза в третото дефиле. Между Ката и Мандалей течението ѝ е праволинейно, течейки почти право на юг, освен близо до Кабует,[4] където пласт лава кара реката да завие рязко на запад. Този пласт лава образува плато, образувано през холоцен. Изградено е от магма от отворите на фисурите и покрива площ от 62 km².[5] Напускайки платото, Иравади преминава през централната суха зона.[6] От Мандалей реката прави внезапен завой на запад, преди да завие на югозапад, където в нея отдясно се влива река Чиндуин, а след това отново продължава в югозападна посока. Възможно е Иравади първоначално да е преминавала на юг от Мандалей, а днешният ѝ западен курс да е геологически. След устието на Чиндуин, Иравади продължава да меандрира около град Енанджаун, след който тече основно на юг през Иравадийската равнина, къдено образува широка терасирана долина. В долното си течение между градовете Минбу и Пий долината ѝ отново се стеснява между планината Аракан Йома на запад и хребета Пегу на изток.

### Делта
Делтата на Иравади (площ около 30 000 km², по други данни 48 000 km²) започва на около 93 km преди град Хинтада. Най-западният ръкав на делтата е река Патейн (Басейн), докато най-източният ръкав е река Янгон, на чийто ляв бряг е разположен най-големият град на Мианмар – Янгон. Тъй като река Янгон представлява малък канал, потокът на водата е недостатъчен и пристанището на Янгон се пълни с тиня, която е нужно да бъде изгребвана. Релефът на делтата е нисък, но не е равен. Почвата е съставена от фина тиня, която постоянно се запълва от плодороден алувий, носен от течението на реката. В резултат на обилните валежи от 2000 до 3000 mm годишно в района на делтата и движението на наносите в реката, повърхността на делтата се разширява към Андаманско море със скорост 50 метра на година. Дължината на бреговата линия от устието на най-западния до устието на най-източния ѝ ръкав е над 240 km. Годишното количество на наносите съставлява около 250 млн. т.

### Притоци
- леви – Нмаи (Нмайкха, 230 km), Даиндзян, Шуели (Лунчуандзян), Минджи, Минге (Намту), Йин, Навин;
- десни – Мали (Намкиу, 320 km), Намин, Каукуе, Меза, Пху (Му), Чиндуин (1100 km), Йо, Салин, Моун, Митхоун.

### Хидрография
Поради мусонни валежи, възникващи от май до октомври, обемът на Иравади и притоците ѝ варира в големи границата през годината. През лятото топящите се снегове и ледници в северните части на страната добавят към този обем. Средният отток на водата близо до началото на делтата е между 2300 m3 и 32 600 m3 на секунда. През дъждовния сезон оттокът може да достигне над 40 000 m3/s. Средният отток за годината е около 13 000 m3/s. На север, при Сагайн, оттокът е с 38% по-малък в сравнение с мястото, където реката навлиза в делтата си. Годишното натрупване на пясък е около 278 тона.
Август месец бележи най-високото водното ниво на реката, а най-ниското ниво се наблюдава през февруари. Голямата промяна във водното ниво налага на пристанищата по реката да имат различни кейове за ниско и за високо ниво. Все пак, ниското водно ниво може да създава проблеми за пристанищата по реката, като на места дълбочината ѝ достига не повече от 60 cm.
Във водосборния басейн на реката средната гъстота на населението е 79 души/km2.

## Екология
Все още не съществува пълен и конкретен списък с всички видове риба в басейна на река Иравади, но през 1996 г. е изчислено, че има около 200 вида. През 2008 г. е оценено, че екорегиона на Иравади е дом на 119 – 195 видове риба, които са ендемични. Няколко нови видове риба са описани в басейна на Иравади през последните години и е вероятно, че има още неописани видове.
Сред най-познатите видове в реката са иравадийския делфин, вид океански делфин с високо и кръгло чело. Среща се в разпокъсани популации близо до морските брегове и в естуарите на реките.
По течението на Иравади могат да се различат брой коренно различни екорегиони.

## Икономика
Още от 6 век предците на бирманците използват река Иравади, за да получат власт в региона чрез търговия и транспорт на пътя между Китай и Индия. Към 12 век вече е създадена добре развира мрежа от канали, която допринася за процъфтяващото отглеждане на ориз. По-късно реката става ключов икономически инструмент на Британската империя, която установява търговски пунктове по бреговете ѝ.
В днешно време Иравади все още е най-важният търговски воден път на Мианмар. Въпреки фокуса върху железопътния и автомобилния транспорт на Мандалей в Северен Мианмар, значителна част от пътническия и товарния трафик минава по реката. Тъй като делтата на Иравади е един от най-големите райони за отглеждане на ориз в света, оризът е една от най-транспортираните стоки по реката. Дънери от тиково дърво (Мианмар е един от най-големите износители) се пускат да плават по реката под формата на големи салове. Преди да бъде транспортиран, тикът трябва да отлежи, за да плава. Други важни стоки, пренасяни от централните части на страната към Янгон за износ, включват хранителни стоки, петрол, памук и други.
Търговският транспорт по Иравади се поддържа за около 1300 km: от Хинтада до Банмо (1080 km) през цялата година и от Банмо до Мийчина (200 km) за седем месеца. Съществуват над 3200 km плавателни пътища в делтата на Иравади и е установена система от свързващи канали.